# Arden International
| Arden International                        | Arden International            |
| ------------------------------------------ | ------------------------------ |
| Osnovana                                   | 1997.                          |
| Osnivači                                   | Christian Horner Garry Horner  |
| Mjesto                                     | Banbury, Oxfordshire, Engleska |
| Trenutna prvenstva                         |                                |
| Formula Regional European Championship     |                                |
| Britanska Formula 4                        |                                |
| Bivša prvenstva                            |                                |
| International Formula 3000 (1997. − 2004.) |                                |
| Talijanska Formula 3000 (1999. − 2000.)    |                                |
| GP2 Series (2005. − 2016.)                 |                                |
| GP2 Asia Series (2008. − 2011.)            |                                |
| GP3 Series (2010. − 2018.)                 |                                |
| Formula V8 3.5 (2012. − 2016.)             |                                |
| FIA Formula 2 prvenstvo (2017. − 2019.)    |                                |
| Formula Renault Eurocup (2017. − 2020.)    |                                |

Arden International je britanska momčad koja se natječe u prvenstvu Formula Regional European Championship i Britanskoj Formuli 4. 

## Naslovi

### Vozački
| International Formula 3000 | International Formula 3000 |
| -------------------------- | -------------------------- |
| 2003.                      | Björn Wirdheim             |
| 2004.                      | Vitantonio Liuzzi          |
| GP3 Series                 |                            |
| 2012.                      | Mitch Evans                |
| 2013.                      | Daniil Kvjat               |

### Momčadski
| Prvenstvo                  | Sezone        |
| -------------------------- | ------------- |
| Talijanska Formula 3000    | 2000.         |
| International Formula 3000 | 2002. − 2004. |
| Formula V8 3.5             | 2016.         |
| Britanska Formula 4        | 2016.         |

## Vanjske poveznice
- ArdenMotorsport.com - Official website